# Островский, Анатолий Павлович
Анатолий Павлович Остро́вский (1913—1990) — советский конструктор.

## Биография
Окончил Днепропетровский горный институт (1936).
- 1936 — инженер техуправления Наркомтоппрома СССР;
- 1936—1939 — начальник проектного бюро буровых и горнопроходческих машин Наркомтоппрома СССР;
- 1939—1940 — главный инженер Нефтемашпроекта;
- 1940—1942 — заместитель начальника технического отдела, начальник отдела изобретательства и НИИ Наркомнефти СССР,
- 1942—1945 — начальник спецгруппы, начальник СКБ № 36, главный инженер Центрального КБ Наркомнефти СССР;
- 1945—1953 — начальник, главный конструктор СКБ № 1 Миннефтепрома СССР;
- 1953—1963 — заместитель главного инженера, руководитель работ по бездолотному бурению ВНИИБТ.

## Награды
- Сталинская премия II степени (14 марта 1941) — за изобретение электробура
- Сталинская премия II степени (1947) — за создание нового вида вооружения (СГ-82)
- орден Отечественной войны I степени (1945)

## Сочинения
- Новые процессы бурения глубоких скважин [Текст] / А. П. Островский. — М. : Гостоптехиздат, 1960. — 188 с. : рис., табл. — Библиогр.: с. 184—186.